# António Jacques de Magalhães
António Jacques de Magalhães, (1716 — 16 de Abril de 1776), foi um nobre português do século XVIII.

## Biografia
Este nobre português do século XVIII viveu durante o reinado de D. João V e início do seguinte e segundo algumas fontes de informação usou do título de 3.º visconde de Fonte Arcada, que lhe teria ficado de seu tio-avô, Manuel Jacques de Magalhães, falecido em 1707, sem descendência. Segundo outras fontes, porém, o título só seria retomado pelo seu filho, João António Jacques de Magalhães o qual viria a ser, na realidade, o 3.º visconde de Fonte Arcada. que o passaria, por sua vez, ao filho António Francisco Jacques de Magalhães que faleceu em 1880 sem descendência, extinguindo-se aí o título.
Em todo o caso, é incontestável que António Jacques de Magalhães sucedeu no senhorio da casa dos Jacques de Magalhães, assegurando a continuidade da linhagem dos subsequentes titulares do viscondado. Veio a falecer no dia 16 de Abril de 1776.

## Genealogia
Nascido em 1716, António Jacques de Magalhães foi o segundo filho de João Jacques de Magalhães, que foi fidalgo da casa real, da qual recebia uma tença, senhor dos morgados e casa dos Jacques de Magalhães, alcaide mor de Castelo Rodrigo, comendador e militar de carreira em Elvas, Portalegre e na Beira, e de sua esposa, Dona Maria Inácia de Meneses, que era também sua prima coirmã, por serem ambos netos de Pedro Jacques de Magalhães. António Jacques de Magalhães continuava assim, tanto do lado do pai como da mãe, a linhagem dos Jacques de Magalhães, que ascende ao século XIV, a Gillen Jacques, fidalgo aragonês que entrou em Portugal e recebeu mercês de D. Afonso V, no Algarve. Desta linhagem fizeram parte algumas figuras destacadas da nobreza portuguesa, tais como Pedro Jacques que foi fidalgo da casa real, do conselho de D. Afonso V, a quem serviu na batalha de Toro e de quem recebeu por mercê as comendas de Bouças e do paúl da Bordeira com que instituiu morgado, e Henrique Jacques, também fidalgo da casa real, alferes mor da ordem de Cristo e capitão-mor da armada no Algarve. Na sua linhagem, distinguiram-se também o seu bisavô paterno Pedro Jacques de Magalhães, célebre militar português na guerra da Restauração e seu avô paterno Henrique Jacques de Magalhães que seguiu as pisadas daquele e veio a ser capitão general e governador de Angola.
Por sua trisavó paterna, Violante de Vilhena, do costado paterno de seu avô, Henrique Jacques de Magalhães, descendia de outra ilustre linhagem portuguesa de origem castelhana com raízes no século XIII, os senhores de Tovar, que foram também senhores de Cevico e de Boca de Huérgano, em Leão e Castela, na qual se destacou Sancho de Tovar que foi copeiro mor de D. Sebastião.
Pelo lado de sua bisavó paterna, Luísa Freire de Andrade, descendia dos Freires de Andrade que foram também fidalgos da casa real e cuja linhagem remonta a Fernão Peres de Andrada que viveu nos finais do século XIV.
Da parte da sua avó paterna, Lourença Henriques, que era filha de João Lobo Brandão, senhor do morgado de Alvito, ficou-lhe o costado dos Guerra Lobo que foram fidalgos da Casa Real.
Pelo lado do seu avô materno, D. António de Meneses, António Jacques de Magalhães ficava com um costado dos alcaides mores de Sintra e senhores de Alconchel e Formoselhe.
António Jacques de Magalhães casou com D. Antónia Mariana de Noronha, com quem teve em 1765 o seu único filho, João António Jacques de Magalhães, que veio a ser o 4.º visconde de Fonte Arcada.